# Beta Cephei
Beta Cephei (β Cep, Alfirk) – gwiazda w gwiazdozbiorze Cefeusza, odległa od Słońca o około 685 lat świetlnych.

## Nazwa
Tradycyjna nazwa gwiazdy, Alfirk, wywodzi się od arabskiego ‏ الفرق‎ al-Firq. Jej znaczenie jest niepewne: może oznaczać po prostu „dwie gwiazdy” i odnosić się do tej gwiazdy i jaśniejszego Alderamina, ale może także oznaczać „stado owiec”. Bywa do niej także odnoszona nazwa Ficares, wywodząca się od zniekształconej przez Arabów greckiej nazwy konstelacji. Międzynarodowa Unia Astronomiczna zatwierdziła użycie nazwy Alfirk dla określenia tej gwiazdy.

## Charakterystyka
Alfirk jest błękitną gwiazdą ciągu głównego należącą do typu widmowego B, czasem klasyfikowaną jako podolbrzym lub nawet olbrzym. Jej jasność jest około 23 tysiące razy większa niż jasność Słońca, a jej masa to 13,5 M☉. Temperatura powierzchni sięga 26 900 K. Ta jasna, gorąca i masywna gwiazda wciąż jeszcze nie zakończyła trwającego 11 milionów lat okresu syntezy wodoru w hel w jądrze.
Alfirk jest prototypem gwiazd zmiennych typu Beta Cephei. Jego jasność zmienia się o kilka setnych magnitudo w kilku okresach, z których główny trwa tylko 4,57 h i zmienia jasność gwiazdy z 3,16 do 3,27m i z powrotem. Mniejsze zmiany występują z okresami 4,72, 4,46, 4,43, 4,88 i 4,30 h i wiążą się z pulsacjami gwiazdy.
Główny składnik układu (β Cep Aa) ma towarzysza, gwiazdę β Cep Ab o wielkości obserwowanej 6,60m, odległą o 0,2 sekundy kątowej. To także jest gwiazda typu widmowego B, charakteryzująca się emisją z dysku materii wokół gwiazdy, którego istnienie wiąże się z bardzo szybkim obrotem wokół osi (230 km/s). Gwiazdy okrążają wspólny środek masy co 90 lat, w przestrzeni dzieli je odległość 50 au. Trzeci komponent układu, β Cep B, jest odległy o 14,1″ od centralnej pary i ma wielkość obserwowaną 8,63m. Jest to gwiazda typu widmowego A, oddalona od głównych gwiazd o co najmniej 3000 au; na jeden obieg potrzebuje co najmniej 40 tysięcy lat.
Główny składnik układu jest prawdopodobnie zbyt masywny, by skończyć życie jako biały karzeł; raczej eksploduje on jako supernowa, rozrywając układ i uwalniając towarzyszy.